# Toepolev Tu-144
De Toepolev Tu-144 (Russisch: Туполев Ту-144) (NAVO-codenaam: Charger) was het eerste supersonische passagiersvliegtuig ter wereld.
De Toepolev Tu-144 was de Russische tegenhanger van de Frans-Britse Concorde. Hij maakte zijn eerste supersonische vlucht twee maanden voordat de Concorde dat deed. Omdat er verhalen gaan dat de Tu-144 voor een deel was nagebouwd van tekeningen die van de Fransen waren gestolen, werd hij vaak spottend Concordski genoemd. Hoewel deze spionage bewezen is, was de Tu-144 zeker geen kopie van een prototype Concorde. De grote gelijkenis is te verklaren doordat zowel de Concorde als de Tu-144 zijn gebouwd met hetzelfde doel, namelijk supersonisch passagiersvervoer bij Mach 2. Voor een dergelijk type vliegtuig is een ontwerp met deltavleugels nu eenmaal het meest economisch.
Een nadere blik op de Toepolev Tu-144 leert dat er toch wat verschillen zijn. De Tu-144 is groter en sneller, maar hij heeft ook een kleiner bereik door een hoog brandstofverbruik. Een ander belangrijk verschil is dat de Tu-144 kleine vleugeltjes voor op de romp heeft (canards). Die verlagen de landingssnelheid, alhoewel die nog steeds fors hoger is dan die van de Concorde. De TU-144 heeft ook een fors groter landingsgestel met meer wielen dan de Concorde (18 versus 10 wielen). In het Auto & Technik Museum in Sinsheim staan zowel een Concorde als een Toepolev Tu-144 opgesteld en zijn de verschillen tussen beide toestellen goed te zien.

## Voorgeschiedenis

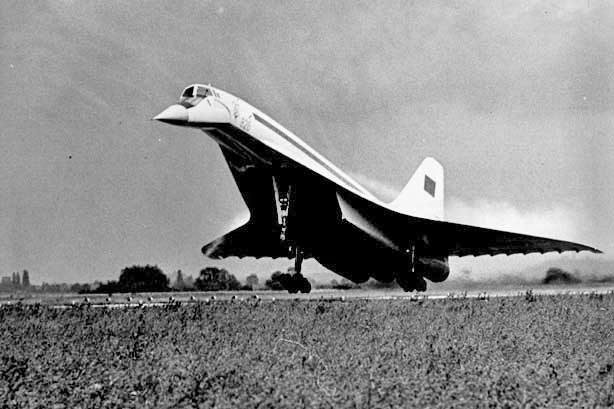
Prototype van de Tu-144.

In 1961 gaf de Secretaris-generaal van de Communistische Partij van de Sovjet-Unie Chroesjtsjov opdracht tot het ontwikkelen van een supersonisch passagiersvliegtuig, dat de Brits-Franse Concorde moest overtreffen. Het vliegtuigontwerpbureau Toepolev werd met de uitvoering belast. Het leek voor de buitenwereld alsof die opdracht met succes was uitgevoerd: De Tu-144 was groter, vloog iets sneller, kon 140 passagiers meenemen (de Concorde slechts 128), en het toestel was ook eerder klaar dan de Concorde. 
Een prototype van de Tu-144 maakte de eerste vlucht op 31 december 1968 (Concorde: 2 maart 1969), en de Tu-144 brak voor het eerst door de geluidsbarrière op 5 juni 1969 (Concorde: 1 oktober 1969). Op 26 mei 1970 voerde de Tu-144 de eerste vlucht uit die sneller ging dan Mach 2. De TU-144 was echter onveilig, oncomfortabel en niet rendabel, en heeft slechts 55 vluchten met passagiers uitgevoerd.

## Exploitatie
De vliegtuigfabriek van Voronezj (VASO), nam het toestel in 1972 in productie.
De eerste Tu-144 die VASO had afgeleverd, stortte op 3 juni 1973 neer tijdens een Paris Air Show. Over de oorzaak is discussie. Volgens de Russen lag een Mirage III-straaljager, van waaruit de Fransen foto's wilden maken, op ramkoers. De piloot van de Tu-144 maakte een uitwijkmanoeuvre, maar daardoor raakte het toestel in overtrek en dook het steil naar beneden. Toen de piloot het toestel weer wilde optrekken, brak het in stukken. Volgens de Fransen hadden de Russen onnodig een manoeuvre gemaakt die het toestel niet aankon. Alle zes de bemanningsleden vonden de dood. Op de grond verloren acht personen het leven en vijftien huizen werden verwoest. Het vertrouwen in de Tu-144 was meteen geknakt.
De eerste reguliere Tu-144-vlucht werd uitgevoerd op 26 december 1975. Als voorbereiding op passagiersvluchten werd er post en vracht mee vervoerd tussen Moskou en Alma-Ata (Kazachstan). In feite waren dit testvluchten. In november 1977 vlogen voor het eerst passagiers mee. 
De exploitatie leverde echter veel hoofdbrekens op. De Concorde werd gebruikt door een kapitaalkrachtig westers publiek dat duizenden dollars voor een kaartje betaalde, maar in een communistisch land was zoiets uitgesloten - een enkele reis met de Tu-144 kostte slechts 82 roebel, vergelijkbaar met een kaartje voor een gewone lijndienst. Bovendien had de Tu-144, anders dan de Concorde, tijdens supersonische vlucht voortdurend zijn naverbranders nodig wat veel brandstof verbruikte. 
Het comfort was abominabel. Het lawaai in het interieur was extreem, passagiers konden alleen schreeuwend met elkaar praten. Vanwege de supersonische schokgolf was het toestel nauwelijks bruikbaar boven land, en in de USSR gingen vrijwel alle grote luchtroutes over land (de Concorde vloog voornamelijk boven water, over de Atlantische Oceaan tussen Europa en de VS). De landingen waren bijzonder hard door de hoge landingssnelheid (gemiddeld 360 km/u). 
Verder stond de veiligheid van het toestel ernstig ter discussie. Het toestel had veel en vaak ernstige gebreken, zoals het wegvallen van de luchtdruk.
Een tweede ongeluk deed de Tu-144 uiteindelijk de das om. Op 23 mei 1978 raakte een Tu-144 van Aeroflot tijdens de vlucht in brand. Bij de daaropvolgende noodlanding verongelukte het toestel. De drie bemanningsleden kwamen om. Op 1 juni 1978 werd de allerlaatste passagiersvlucht met een Tu-144 uitgevoerd. De productie van het toestel ging evenwel gewoon door en werd pas in 1984 gestaakt. De laatste Tu-144 werd nooit afgebouwd en staat nog steeds bij VASO.
In totaal zijn er 17 Tu-144's gebouwd, waarvan 1 prototype, en vijf model-Tu-144D's die krachtigere motoren hadden en verder konden vliegen dan de standaardversie.

## NASA

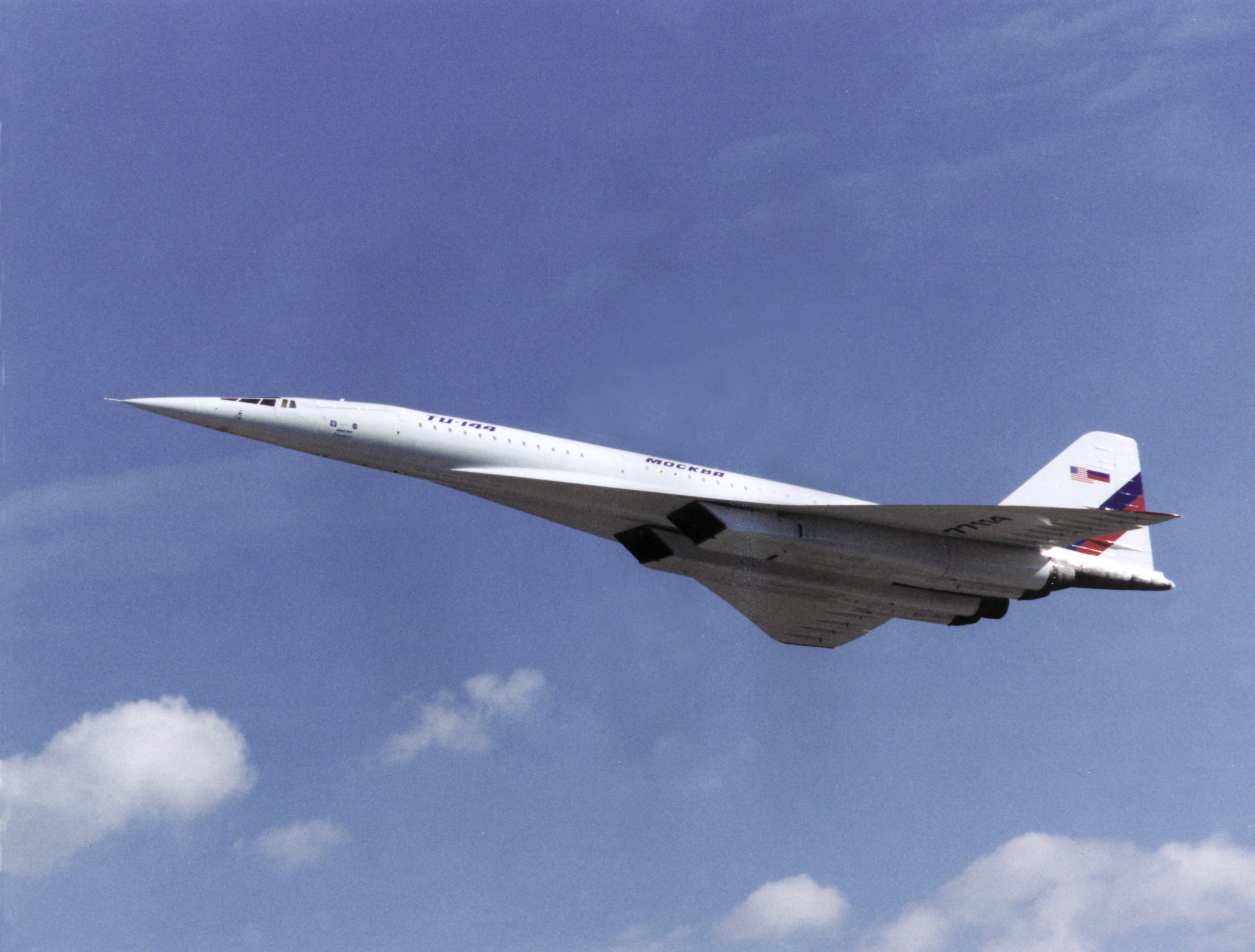
De Tu-144LL, let op de Amerikaanse vlag.

In 1990 benaderde Toepolev de Amerikaanse ruimtevaartorganisatie NASA met het voorstel een Tu-144 te gebruiken voor het High Speed Commercial Research-programma, dat bedoeld was om een supersonisch passagiersvliegtuig van de tweede generatie te ontwikkelen. Er kwam een overeenkomst tot stand, en in 1995 werd een Tu-144 met serienummer RA-77114 gereactiveerd. Het toestel had slechts 82 uur en 40 minuten gevlogen. Nadat het voor 350 miljoen dollar was omgebouwd, kreeg het de typeaanduiding Tu-144LL. In 1996 en 1997 werden er in totaal 27 vluchten mee uitgevoerd. 
In 1999 werd het project gestaakt. De Tu-144LL zou worden verkocht, maar de Kuznetsov NK-321-motoren die er in zaten werden als strategische goederen beschouwd en mochten niet worden geëxporteerd. Daardoor ging de verkoop niet door. Het toestel staat nu bij Toepolev.
Het Technik-Museum Sinsheim bezit sinds eind 2000 een Tu-144D, die op het dak van het museum staat opgesteld. Het is het enige niet-Russische museum dat over een Tu-144 beschikt. Sinds eind juli 2003 bezit het museum tevens een Concorde. In Russische musea staan in totaal drie Tu-144's.

## CCCP-77115 weer de lucht in?

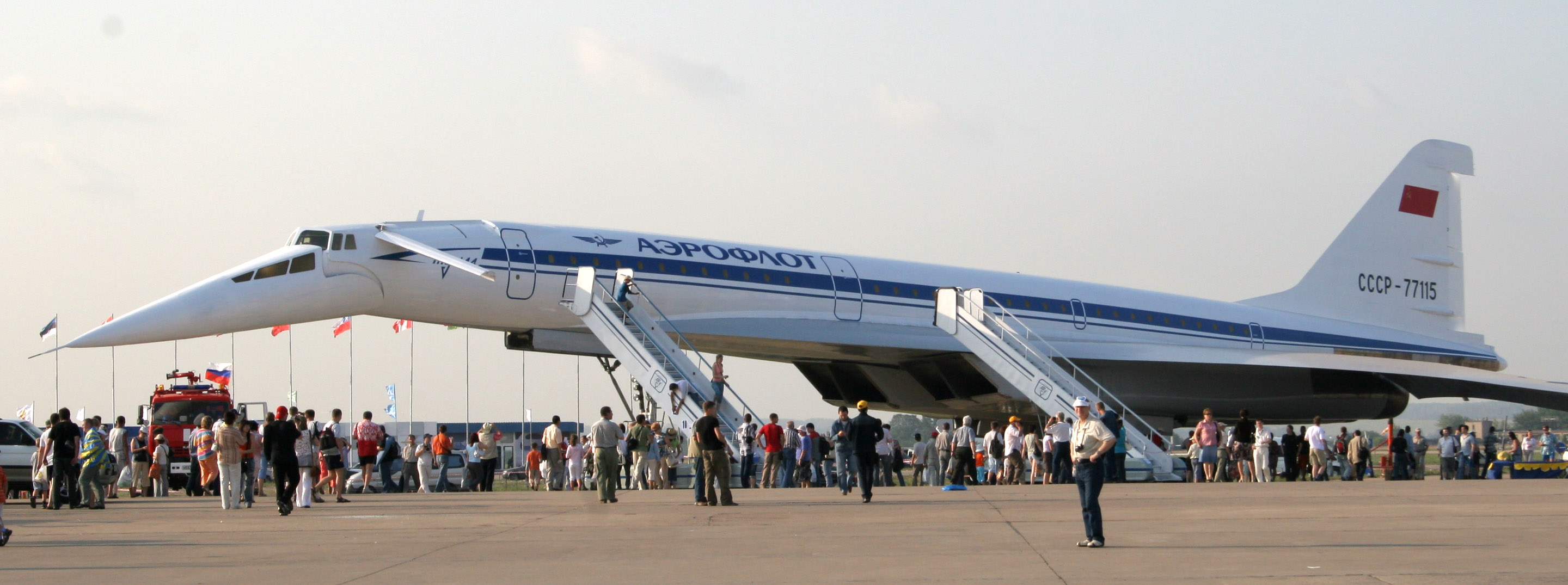
De grondig opgeknapte CCCP-77115 gedurende MAKS-2007.

Eind 2006 is een groep Russische vrijwilligers begonnen met het opknappen van de laatst gebouwde Tu-144 met registratienummer CCCP-77115. Doel was het toestel tentoon te stellen op de MAKS Luchtvaartshow van 2007 in Moskou. Dat doel is gehaald en tijdens de show was het toestel in staat op eigen kracht een rondje over het Gromov-instituut voor luchtvaartonderzoek van Zjoekovski te taxiën. In augustus 2007 werden voor het eerst in tien jaar de motoren van een Tu-144 opgestart.
Het restauratieteam koestert hoop dat het toestel ooit opnieuw zal vliegen. De kans hierop lijkt klein door de hoge kosten die hiermee gemoeid zijn.